# KartRider
Crazy Racing Kart Rider (кор. 크레이지 레이싱 카트 라이더) — це онлайнова багатокористувацька-гоночна аркада з серії Crazy Arcade яка вже залучила до свої мережі понад 230 мільйонів гравців по всьому світу. Вона отримує доходи від продажу віртуальних товарів в ігровому магазині, включаючи різні типи транспортних засобів і карток для більш швидкої прокачки персонажів. У грі KartRider існують не тільки вигадані транспортні засоби, а й фірмові ігрові моделі, що базуються на реальних автомобілях, розроблених у співпраці з такими компаніями, як BMW. У Корейську версію гри грають близько 30, 000, 000 користувачів, і більш як 30% жителів Південної Кореї зіграли в гру хоча б один раз .